# ラドロー城

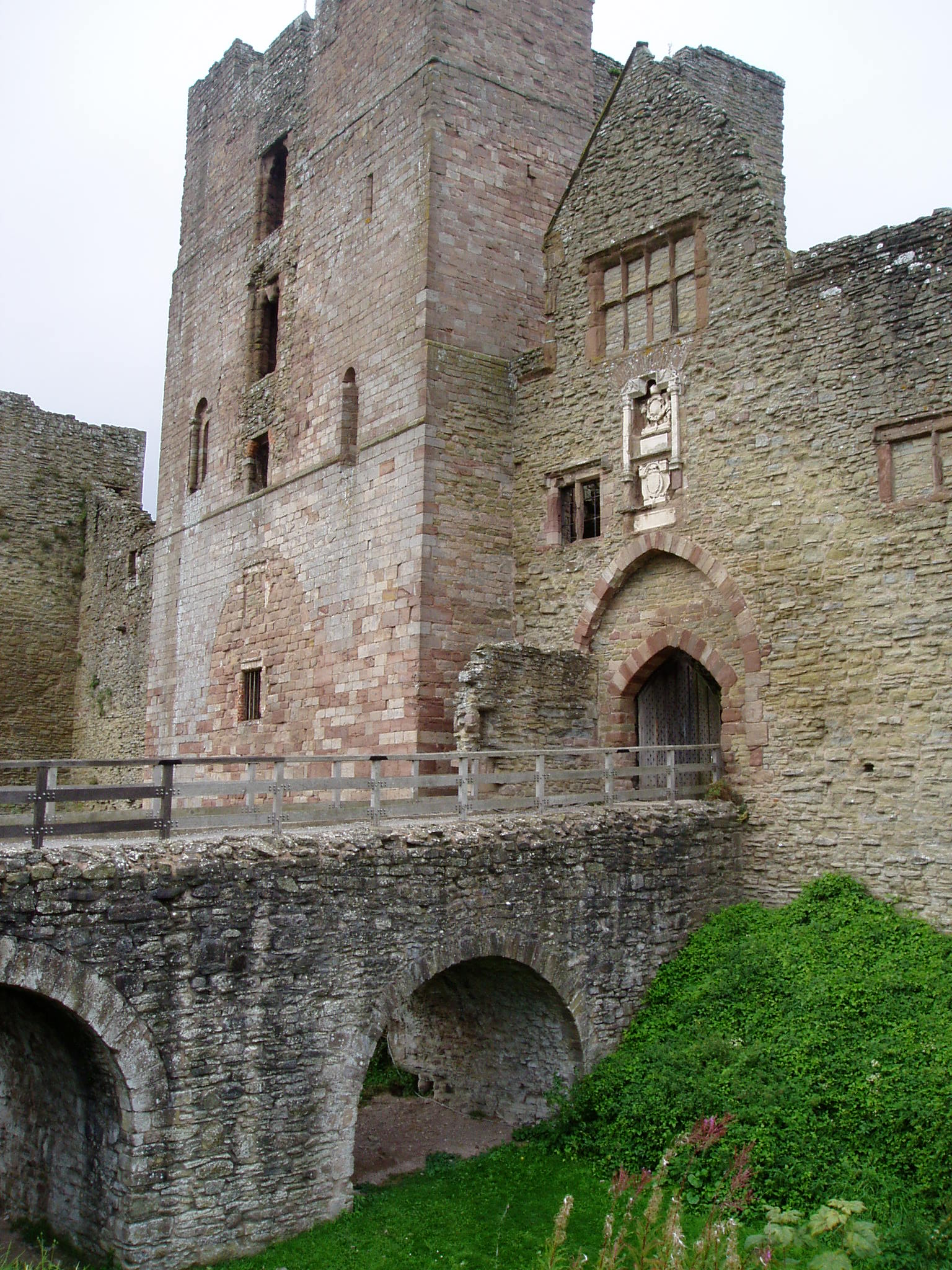
ラドロー城の城門

ラドロー城（Ludlow Castle）は、イングランドのシュロップシャー、ラドローの町を見下ろす大きな、今は破壊された城である。この城はテム川を見下ろす高台の上に立っている。バーミンガムの西方60キロメートルほどのところにある。
この城は11世紀後半（恐らく1085年）にロジャー・ドゥ・レイシーとして知られているノルマン人の辺境貴族によって建設され、エドワード4世の即位で王室管理下になるまでは、ドゥ・レイシー家とモーティマー家によって受け継がれた。モーティマー家から引き継いだのがエドワード4世の父、ヨーク公リチャードである。テューダー朝期に大改築を行って、1811年まで王室の所有物のままだった。現在はポウィス伯爵ハーバート家によって管理されている。
この城は約100年間、イングランドの西部辺境およびウェールズ統治の拠点であり、3人の王の子の住まいでもあった。
- ウェールズ公エドワード
後のエドワード5世。即位前に住んでいた。
- ウェールズ公アーサー・テューダー
ヘンリー7世の長男。亡くなる数か月前に花嫁のキャサリン（後にヘンリー8世と再婚）を連れて来て住んでいた。
- メアリー・テューダー
後のメアリー1世。ヘンリー8世とキャサリンの娘。